# Macrotyloma uniflorum
Macrotyloma uniflorum är en ärtväxtart som först beskrevs av Jean-Baptiste de Lamarck, och fick sitt nu gällande namn av Bernard Verdcourt. Macrotyloma uniflorum ingår i släktet Macrotyloma och familjen ärtväxter.

## Underarter
Arten delas in i följande underarter:
- M. u. stenocarpum
- M. u. uniflorum

## Bildgalleri

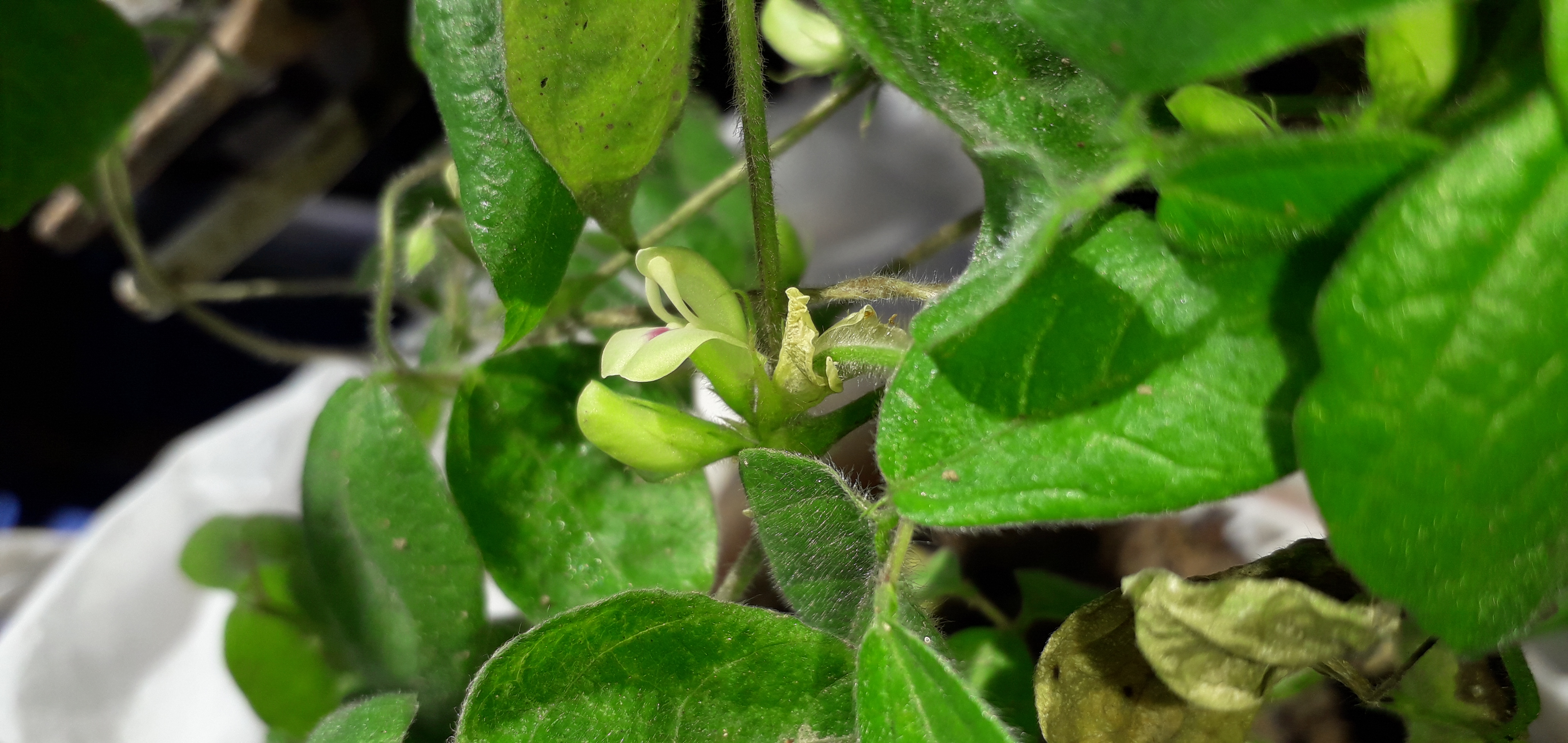
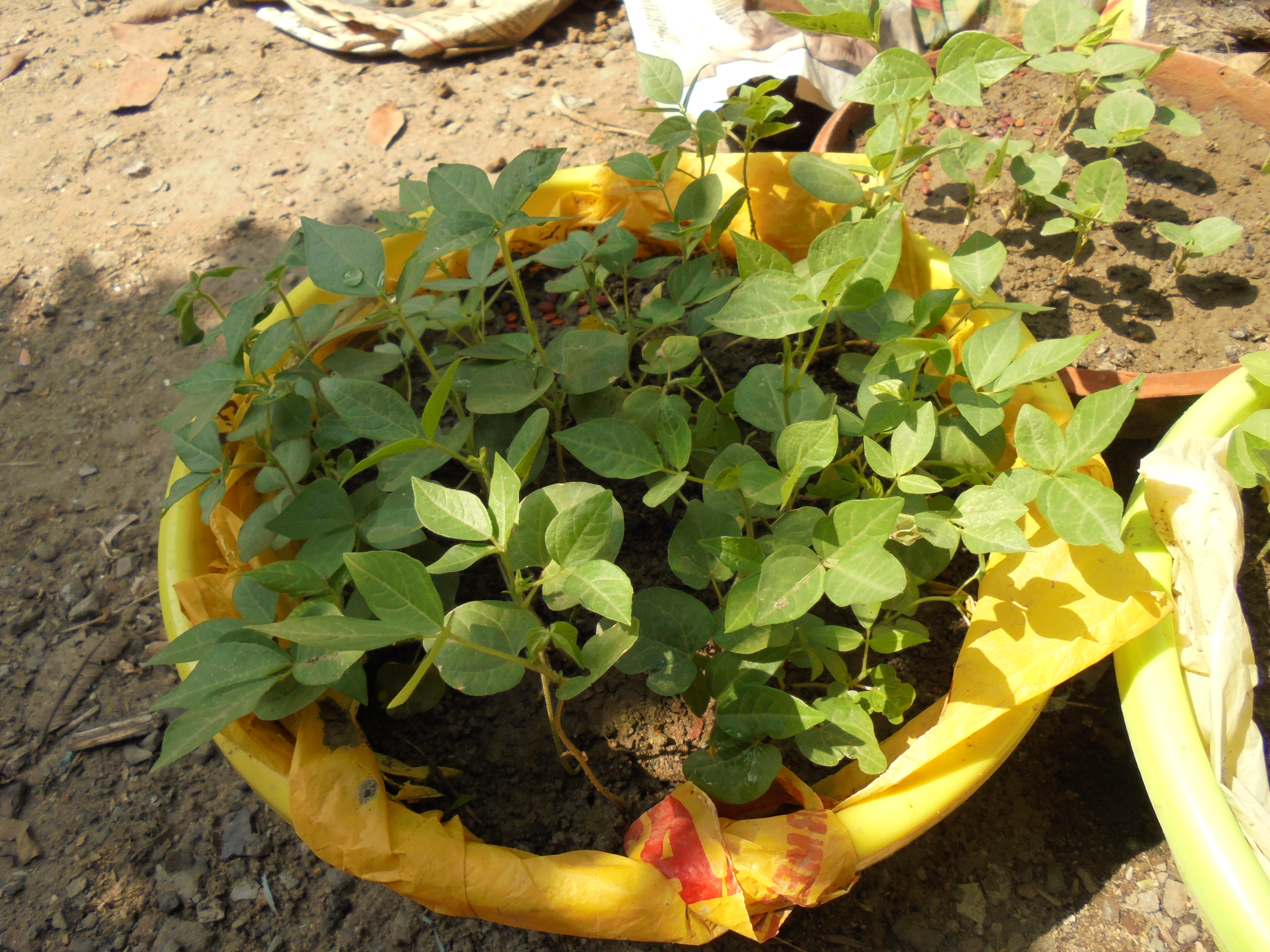
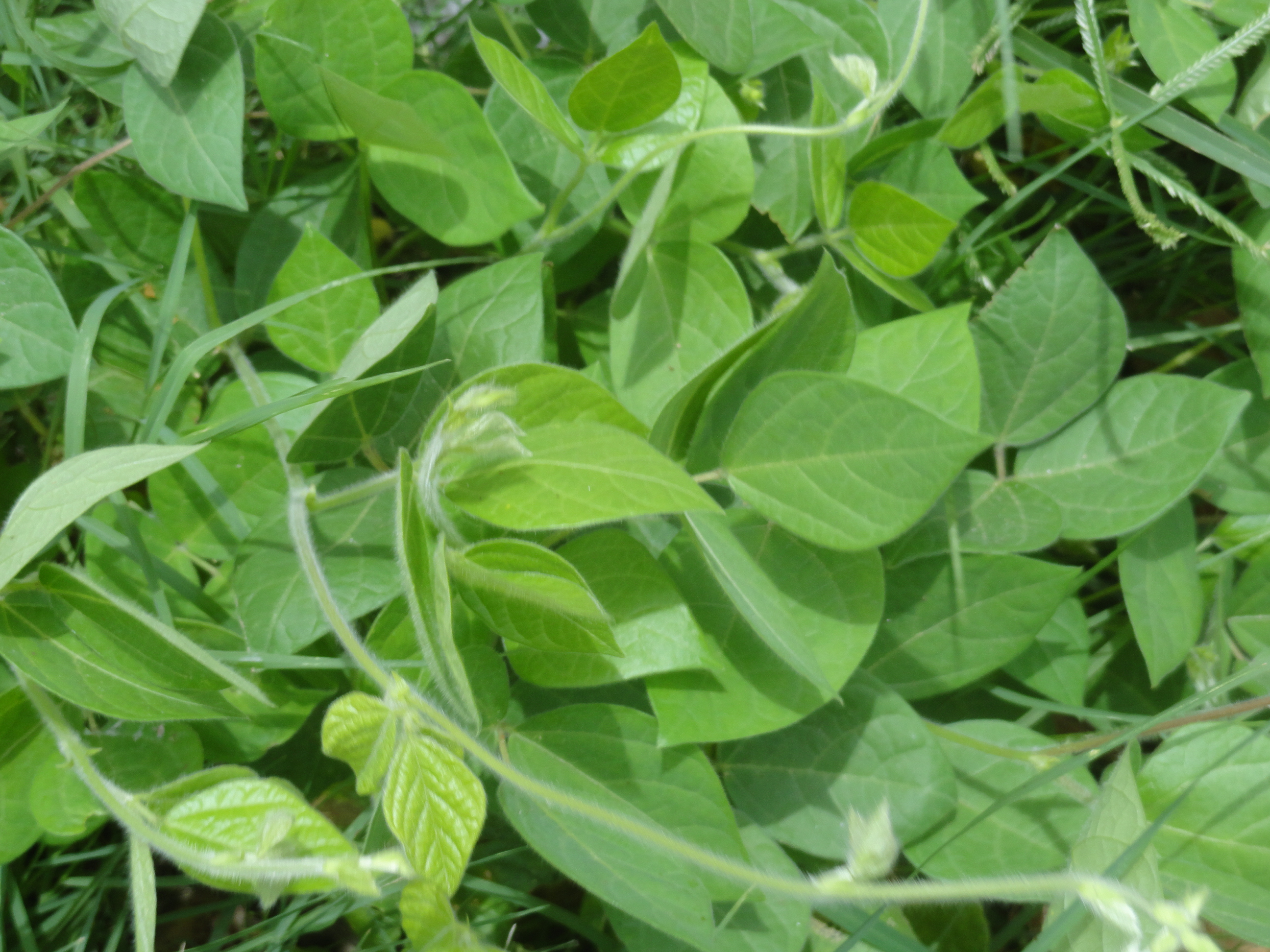
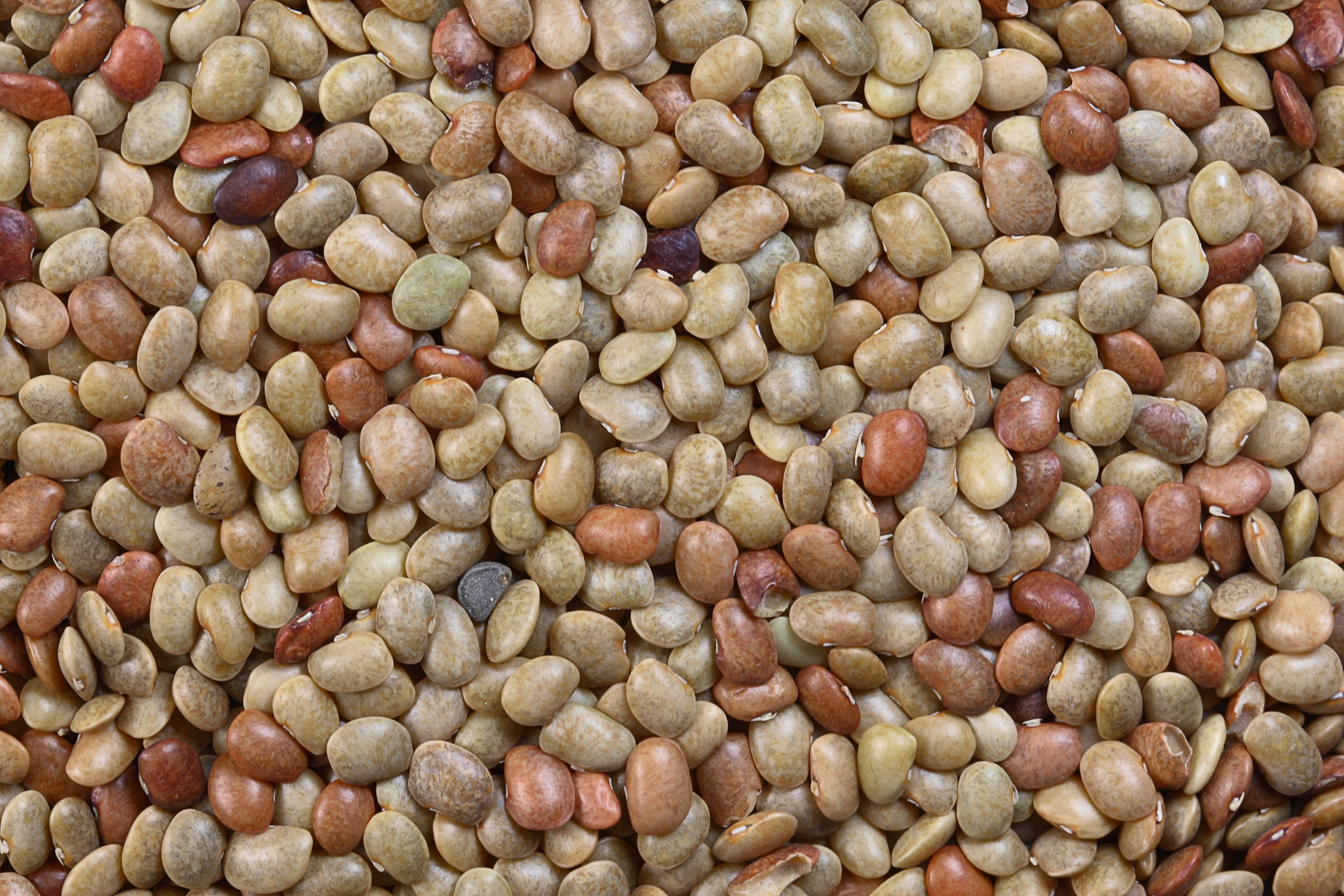